# Stanley Ridges
Stanley C. Ridges (* 17. Juli 1890 in Southampton, England; † 22. April 1951 in Westbrook, Connecticut) war ein britisch-amerikanischer Schauspieler, der zwischen den 1920er- und 1940er-Jahren als bekannter und vielseitiger Darsteller am Broadway sowie in Filmen auftrat.

## Leben und Karriere
Stanley Ridges fand seinen Weg zur Schauspielerei, als er Protegé des Theaterstars Beatrice Lillie in England wurde. Seine erste Rolle hatte er in London im Stück O’Boy. Nach seiner Übersiedlung in die Vereinigten Staaten spielte er seine erste Rolle am New Yorker Broadway im November 1917 in Six Months’ Option. Am Broadway machte sich der Brite vor allem einen Namen als romantischer Liebhaber, bis 1936 erschien Ridges dort in insgesamt 18 Produktionen. Seinen ersten Film Success hatte er unterdessen schon 1923 gedreht, doch erst mit seinem Auftritt neben Claude Rains im Kriminalfilm Verbrechen ohne Leidenschaft nahm seine Filmkarriere Fahrt auf. Während er in Verbrechen ohne Leidenschaft noch als Held auftrat, musste er sich in seinen anschließenden Filmen wegen seines ergrauten Haares mit Charakterrollen zufriedengeben. In Hollywood konnte er sich als Darsteller unterschiedlichster Nebenfiguren in Filmen wie Ein charmanter Schurke oder Todesangst bei jeder Dämmerung einen guten Ruf erarbeiten. Generell spielte er trotz seiner Herkunft nur selten Briten.
Bis in sein Todesjahr spielte Ridges in fast 60 Filmen, so etwa als Nazi-Spion Professor Siletsky in Ernst Lubitschs Komödienklassiker Sein oder Nichtsein (1942) oder als Major Buxton in der oscarprämierten Filmbiografie Sergeant York (1941) unter Regie von Howard Hawks. Eine seiner größten und besten Filmrollen hatte er neben Boris Karloff im Horrorfilm Schwarzer Freitag als eigentlich liebenswerter Professor, der nach einem Unfall eine Art schizophrene „Dr. Jekyll und Mr. Hyde“-Persönlichkeit annimmt.  Während des Zweiten Weltkrieges war Ridges außerdem in einer Reihe von Filmen als Militäroffizier zu sehen. Gegen Ende seines Lebens hatte er mehrere Auftritte im aufkommenden Fernsehen. Eine seiner letzten Rollen hatte er als der freundliche Mentor eines jungen afroamerikanischen Arztes (Sidney Poitier) im Rassendrama Der Haß ist blind (1950).
Stanley Ridges verstarb 1951 in Connecticut im Alter von 60 Jahren.

## Filmografie (Auswahl)
- 1923: Success
- 1930: The Poor Fish
- 1934: Verbrechen ohne Leidenschaft (Crime Without Passion)
- 1935: Ein charmanter Schurke (The Scoundrel)
- 1936: Winterset
- 1937: Assistenzarzt Dr. Kilder (Internes Can’t Take Money)
- 1938: They’re Always Caught
- 1938: Wenn ich König wär (If I Were King)
- 1939: Todesangst bei jeder Dämmerung (Each Dawn I Die)
- 1939: Geheimnisvolle Spuren (Silver on the Sage)
- 1939: Union Pacific
- 1939: Laßt uns leben (Let Us Live)
- 1940: Schwarzer Freitag (Black Friday)
- 1941: Sergeant York
- 1941: Sein letztes Kommando (They Died with Their Boots On)
- 1941: Der Seewolf (The Sea Wolf)
- 1942: Sein oder Nichtsein (To Be or Not to Be)
- 1942: Der große Gangster (The Big Shot)
- 1942: Die Spur im Dunkel (Eyes in the Night)
- 1942: Fräulein Mama (The Lady Is Willing)
- 1942: Tarzan und die Nazis (Tarzan Triumphs)
- 1943: In die japanische Sonne (Air Force)
- 1943: This Is the Army
- 1944: Wilson
- 1944: Im Zeichen des Kreuzes (The Sign of the Cross) 1932 (Szenen zum Re-Release)
- 1944: Dr. Wassells Flucht aus Java (The Story of Dr. Wassell)
- 1944: Unter Verdacht (The Suspect)
- 1945: Die tollkühnen Abenteuer des Captain Eddie (Captain Eddie)
- 1946: Ich sing’ mich in dein Herz hinein (Because of Him)
- 1946: Feuer am Horizont (Canyon Passage)
- 1947: Hemmungslose Liebe (Possessed)
- 1949: Sturm über dem Pazifik (Task Force)
- 1949: Die Todesreiter von Laredo (Streets of Laredo)
- 1950: Strafsache Thelma Jordon (The File on Thelma Jordon)
- 1950: Der Haß ist blind (No Way Out)
- 1951: The Groom Wore Spurs